# Castle Howard

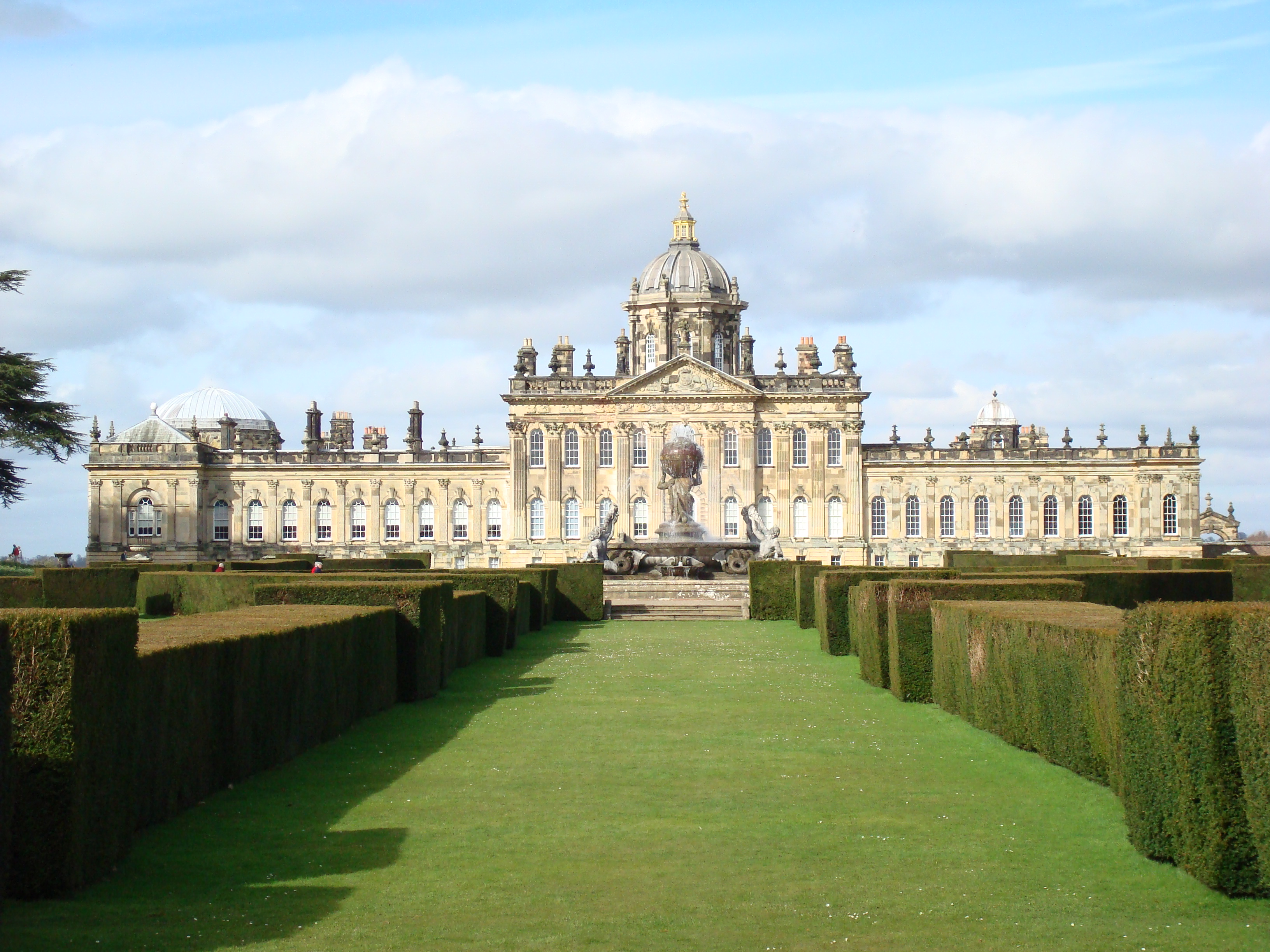

Castle Howard is een landhuis in het Engelse Henderskelfe in North Yorkshire. Het landgoed in barokstijl is de thuisbasis van de familie van de Graaf van Carlisle. De bouw begon in 1699 naar plannen van John Vanbrugh en eindigde met de versiering van de Long Gallery in 1811. Er werden op het landgoed opnamen gemaakt voor de tv-serie Brideshead Revisited. 